# Hénouville
Hénouville ist eine französische Gemeinde mit 1.393 Einwohnern (Stand: 1. Januar 2022) im Département Seine-Maritime in der Region Normandie. Die Gemeinde gehört zum Arrondissement Rouen und zum Kanton Barentin (bis 2015: Kanton Duclair). Die Einwohner werden Hénouvillais genannt.

## Geographie
Hénouville liegt etwa sechs Kilometer westnordwestlich von Rouen an der Seine. Hénouville ist Teil des Regionalen Naturparks Boucles de la Seine Normande. Umgeben wird Hénouville von den Nachbargemeinden Roumare im Norden, La Vapaulière im Osten, Montigny im Südosten, Saint-Martin-de-Boscherville im Süden, Anneville-Ambourville im Westen und Südwesten, Berville-sur-Seine im Westen sowie Saint-Pierre-de-Varengeville im Nordwesten.
Durch die Gemeinde führt die frühere Route nationale 182 (heutige D982).

## Einwohnerentwicklung
| Jahr                      | 1962 | 1968 | 1975 | 1982 | 1990 | 1999 | 2006 | 2013 |
| Einwohner                 | 443  | 469  | 526  | 811  | 1088 | 1211 | 1239 | 1220 |
| Quelle: Cassini und INSEE |      |      |      |      |      |      |      |      |

## Sehenswürdigkeiten
- Kirche Saint-Michel aus dem 16. Jahrhundert
- Altes Pfarrhaus
- Schloss Le Perrey
- Schloss La Fontaine
- Herrenhaus aus dem 15. Jahrhundert

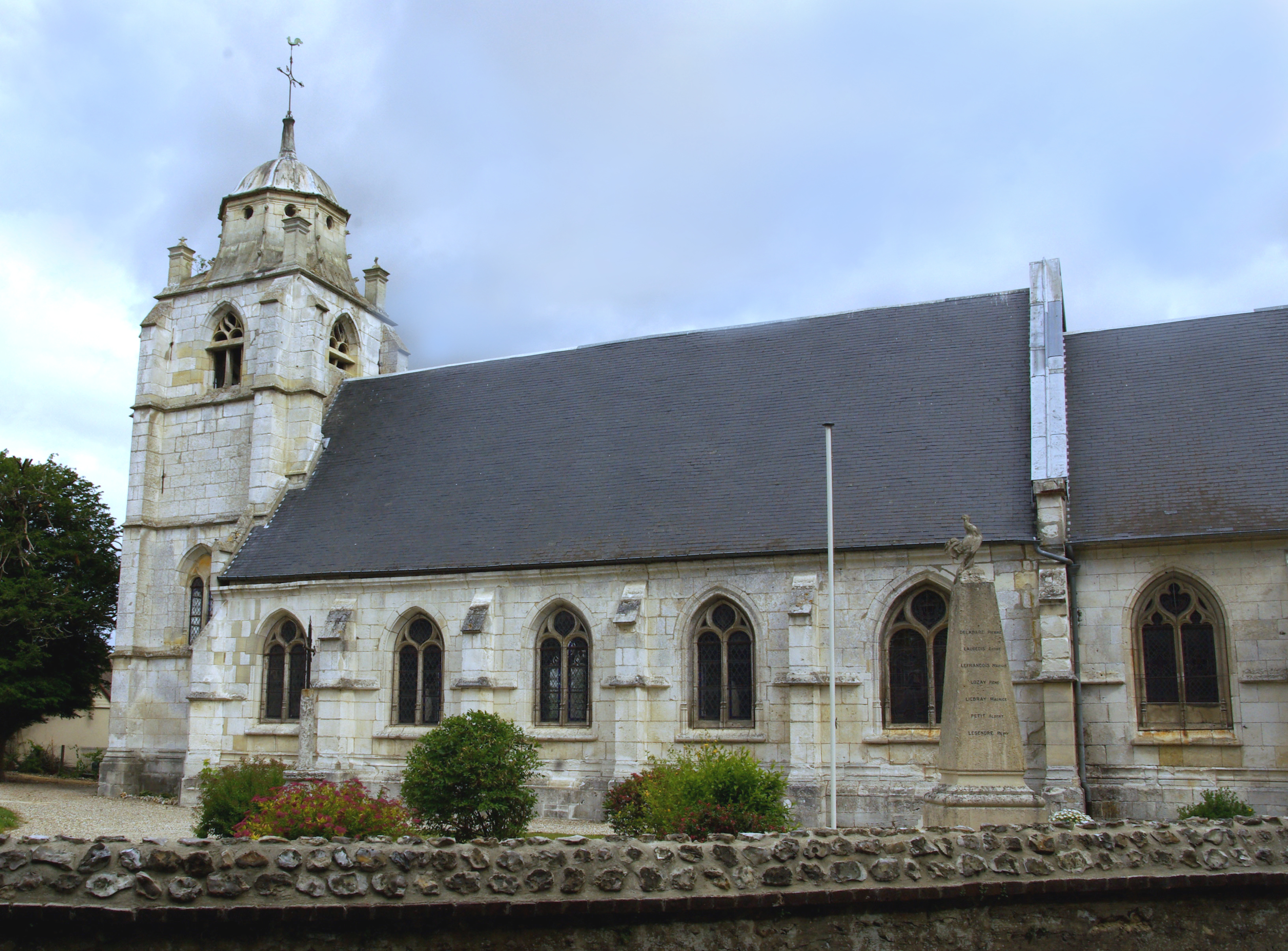
Kirche Saint-Michel